# Acidi uronici

Acido β-D-glucopiranosiluronico

Gli acidi uronici (chiamati in passato acidi glucuronici) sono acidi monocarbossilici derivati dall'ossidazione a gruppo carbossilico del gruppo terminale -CH2OH (in posizione C6) degli aldosi. Il gruppo carbonilico iniziale dello zucchero, in posizione C1, non è quindi coinvolto nel processo di ossidazione sopra descritto.
Così come gli acidi aldonici e aldarici, gli acidi uronici sono derivati carboidratici noti come "zuccheri acidi".
L'ossidazione del solo carbonile aldeidico (C1) porterebbe alla formazione di un acido aldonico, mentre l'ossidazione sia del gruppo ossidrilico terminale (legato al C6) che del carbonile aldeidico produrrebbe un acido aldarico. Questo genere di ossidazioni sono favorite alle condizioni ordinarie di laboratorio. Gli acidi uronici, invece, si ottengono principalmente attraverso processi di biosintesi in cui intervengono appositi enzimi. Per diventare acidi alduronici, gli zuccheri aldosi subiscono un'ossidazione enzimatica altamente specifica, che risparmia il gruppo carbonilico posto sul C1 ma agisce solamente sull'ossidrile del C6, posto all'estremità della catena carboidratica: dunque, un acido alduronico presenta ancora il vecchio gruppo aldeidico sul C1 ed un nuovo gruppo carbossilico sul C6.
Al pari di un aldoso, un acido uronico esiste soprattutto in forma ciclica, con il C1 ed il C5 impegnati nel legame emiacetalico tipico di tutti i carboidrati piranosici e furanosici.

## Funzione biochimica
Alcuni acidi uronici svolgono funzioni biochimiche importanti. Per esempio l'acido glucuronico, derivante dal D-glucosio, consente l'escrezione delle sostanze tossiche attraverso l'urina per coniugazione degli alcoli e fenoli esogeni (come ad esempio l'anestetico propofol) a livello degli epatociti con formazione di un legame glicosidico che produce una molecola idrosolubile.
L'acido iduronico (ottenuto per ossidazione di C6 dell’  L(+) idoso) è il componente di alcuni complessi strutturali come i proteoglicani.

## Nomenclatura
Gli acidi uronici che derivano da un aldoso si denominano sostituendo il suffisso "-osio" con "-uronico". Così, per esempio, dall'ossidazione del gruppo -CH2OH terminale del glucosio si ottiene l'acido glucuronico.